# Biomacromolecules
Biomacromolecules è una rivista accademica che si occupa di chimica. Nel 2014 il fattore di impatto della rivista era di 5,75.